# Весёлый Лан
Весёлый Лан (укр. Веселий Лан) — село в Первомайском районе Николаевской области Украины.
Основано в 1924 году. Население по переписи 2001 года составляло 103 человека. Почтовый индекс — 56320. Телефонный код — 5135. Занимает площадь 0,634 км².

## Местный совет
56320, Николаевская обл., Врадиевский р-н, с. Краснополь, ул. Лебеденка, 3